# La Treille (St. Lucia)
La Treille (dt.: „Weinlaube“) ist ein Ort im Quarter (Distrikt) Anse-la-Raye im Westen des Inselstaates St. Lucia in der Karibik. 

## Geographie
Der Ort liegt im Tal des Roseau River, in der Nähe des Flussknies, wo der Roseau von nördlicher in westliche Richtung umschwenkt. Der kleine Ort ist eingerahmt von Vanard und Morne Ciseaux.

## Klima
Nach dem Köppen-Geiger-System zeichnet sich La Treille durch ein tropisches Klima mit der Kurzbezeichnung Af aus.